# Carlos Alazraqui
Carlos Jaime Alazraqui (Yonkers, 20 luglio 1962) è un attore e doppiatore statunitense.

## Biografia
Alazraqui nasce a Yonkers (New York) figlio di immigrati argentini. Attivo principalmente nel doppiaggio di cartoni animati e videogiochi, ha occasionalmente figurato come attore in diversi programmi televisivi come Reno 911!.
È sposato dal 2010 con Laura Mala dalla quale ha avuto due figlie: Rylee ed Austen.

## Filmografia parziale

### Cinema
- L'autostrada (Take the 10), regia di Chester Tam (2017)

### Televisione
- Lizzie McGuire – serie TV, episodi 1x19 (2001)

## Doppiaggio

### Film
- Baciami ancora (2010) - voce nella versione inglese

### Film d'animazione
- A Bug's Life - Megaminimondo (A Bug's Life), regia di John Lasseter e Andrew Stanton (1998)
- Il bianco Natale di Topolino - È festa in casa Disney (2001)
- Alla ricerca di Nemo (Finding Nemo), regia di Andrew Stanton e Lee Unkrich (2003)
- Happy Feet, regia di George Miller, Warren Coleman e Judy Morris (2006)
- Toy Story 3 - La grande fuga (Toy Story 3), regia di Lee Unkrich (2010)
- Happy Feet 2 (Happy Feet Two), regia di George Miller, Gary Eck e David Peers (2011)
- Monsters University, regia di Dan Scanlon (2013)
- Planes, regia di Klay Hall (2013)
- Inside Out, regia di Pete Docter e Ronnie del Carmen (2015)
- Minions, regia di Pierre Coffin e Kyle Balda (2015)
- Cattivissimo me 3, regia di Pierre Coffin, Kyle Balda e Eric Guillon (2017)
- C'era una volta il Principe Azzurro, regia di Ross Venokur (2018)
- Super Mario Bros. - Il film (2023)

### Serie animate
- La vita moderna di Rocko (Rocko's Modern Life)  – serie TV, 52 episodi (1993-1996)
- Digimon Adventure - serie TV, 6 episodi (1999-2000)
- Picchiarello - serie TV, 3 episodi (2000-2002)
- House of Mouse - Il Topoclub (House of Mouse) – serie TV, episodi 1x3-1x6-2x2 (2001)
- ¡Mucha Lucha! – serie TV, 22 episodi (2002-2004)
- CatDog – serie TV, 66 episodi (1998-2005)
- Camp Lazlo! – serie TV, 31 episodi (2005-2008)
- Agente Speciale Oso (Special Agent Oso) – serie TV, episodi 2x32 (2012)
- Manny tuttofare (Handy Manny) – serie TV, 84 episodi (2006-2012)
- Brickleberry – serie TV, 4 episodi (2013-2014)
- Due fantagenitori (The Fairly OddParents) – serie TV, 132 episodi (2001-2017)
- Bordertown – serie TV, 12 episodi (2016)

### Videogiochi
- Spyro the Dragon (1998)
- Kingdom Hearts III (2018)

## Doppiatori italiani
Nelle versioni in italiano delle opere in cui ha recitato, Carlos Alazraqui è stato doppiato da:
- Gianluca Machelli in CSI - Scena del crimine

Da doppiatore è stato sostituito da:
- Paolo Marchese in Reno 911!, Reno 911!: Miami, Reno 911! - Alla ricerca di QAnon
- Davide Lepore in Due fantagenitori, La vita moderna di Rocko: Attrazione statica
- Siro Carraro in Spyro the Dragon (Spyro)
- Alessandro Ricci in Spyro the Dragon (Lindar, Cyrus, Cleetus - 1a voce -, Damon, Sadiki, Kosoko)
- Massimo Marinoni in Spyro the Dragon (Marco, Cleetus - 2a voce -, Zantor)
- Luigi Chiappini in Spyro the Dragon (Conan)
- Vittorio Stagni in Due fantagenitori (1^ voce)
- Luca Graziani in Due fantagenitori (2^ voce)
- Roberto Stocchi in Rayman
- Stefano Brusa in Mucha Lucha
- Davide Garbolino in Camp Lazlo
- Roberto Accornero in Camp Lazlo
- Maurizio Fiorentini in House of Mouse - Il Topoclub
- Gerolamo Alchieri, Alberto Angrisano e Roberto Fidecaro in C'era una volta il Principe Azzurro